# Pasquale Mattei
Pour les articles homonymes, voir Mattei.
Pasquale Mattei, aussi appelé Pasquale Mattej, né le 29 janvier 1813 à Formia et mort le 17 janvier 1879 à Naples, est un peintre, dessinateur, poète et biographe romantique italien du XIXe siècle. Il était aussi archéologue.

## Biographie

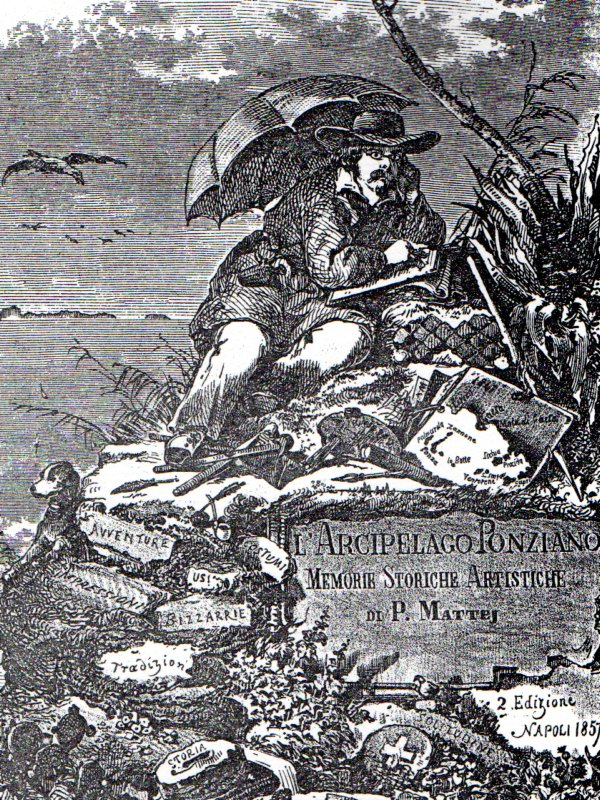
Autoportrait tiré de son œuvre L'arcipelago ponziano, 1857.

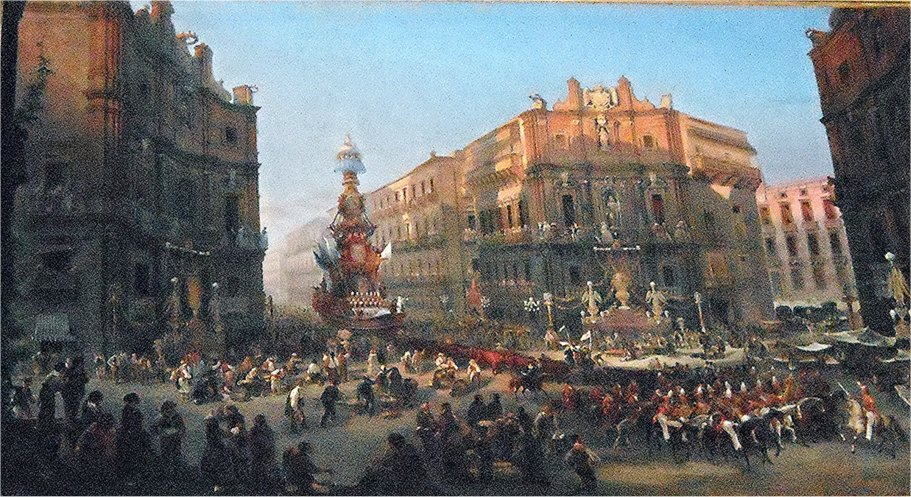
Festa di Santa Rosalia a Palermo, huile sur toile, 1855, Palais royal de Naples.

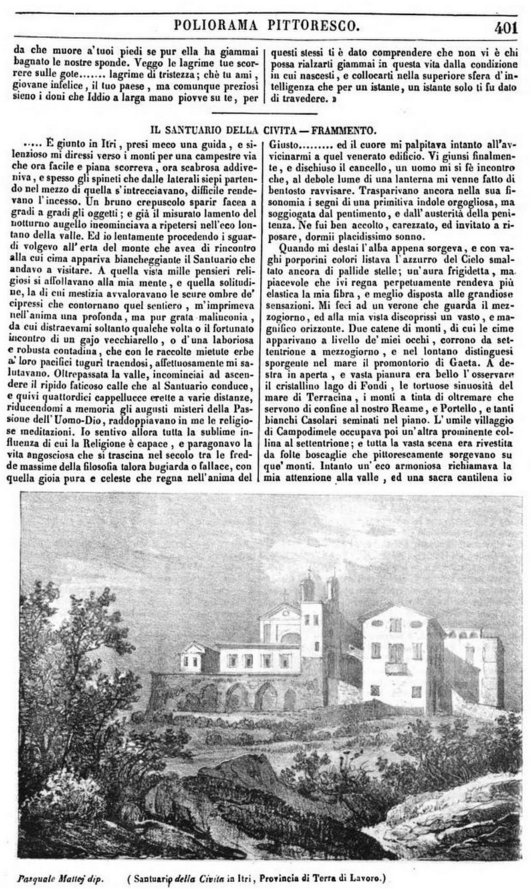
Extrait d'un article du Poliorama Pittoresco illustré par Mattei (1836).

Pasquale de baroni Mattej, dont le nom a été changé pour Mattei, naît en 1813 à Formia et a été très actif à l'école du Pausilippe en tant que peintre et historien. Il est le premier à publier une biographie précise du peintre Anton Sminck Pitloo, publiée chez Poliorama Pittoresco (it).
Pasquale était actif dans de nombreux domaines, allant de l'art à la littérature, passant par l'histoire. Il a organisé de nombreuses rencontres pour promouvoir de nouvelles sociétés philharmoniques. Il a commencé sa formation artistique sous Gennaro Maldarelli, qui lui a enseigné les bases du néo-classicisme, puis il est allé étudier à l'école de Pitloo. La plupart de ses œuvres ont été influencées par l'art de Pitloo et ses celles-ci abordent principalement des thèmes comme les scènes de foules, des événements historiques ou des fêtes et processions religieuses. Il poursuivit la tradition de nombreux peintres, dont Gaetano Gigante.
En 1837, il débute en tant que dessinateur publicitaire, en premier pour le magazine Poliorama Pittoresco, puis pour L'Arlecchino. En tant que peintre, il débute à l'exposition annuelle de Bourbon en 1848. Il retourne à la biennale de Bourbon en 1855 et en 1859 avec des œuvres visant à documenter le folklore local et les événements historiques.
Après sa mort, ses œuvres ont été d'une grande utilité pour la reconstitution topographique et historique de Formia. Il conçoit dans les années 1850 de nombreuses œuvres destinées à l'ouvrage principal de Francesco de Bourcard, l'Usi e costumi di Napoli e contorni descritti e dipinti. En 1845, il part de Mola di Bari pour explorer le promontoire de Gianola, et ses études historico-artistiques sur ce dernier sont envoyés aux lecteurs de Poliorama Pittoresco. Deux ans plus tard, il se rend à Ponza, puis à Ventotene. En 1857, ses études sur ces deux îles sont publiées dans un volume du Poliorama Pittoresco. Pendant son voyage aux îles, il réalise également une série de 42 dessins comprenant des représentations de monuments, du folklore et des traditions locales ainsi que de vues pittoresques. Après sa mort, ces 42 dessins sont parvenus à la Bibliothèque Vallicelliane à Rome.

## Œuvre

### Archéologie
- (it) L'arcipelago ponziano: memorie storiche artistiche, Naples, 1857, 100 pages, SBN SBL0726620.

### Biographies
- (it) Cenni su la vita e sulle opere del dottor Francesc'Antonio Notarjanni, 1845, 19 pages, SBN SBL0746896.

### Dessin
- (it) Tavole illustrative dans l'Usi e costumi di Napoli e contorni descritti e dipinti, avec Francesco de Bourcard, Naples, SBN BVE0691273 ;
- (it) La panca dell'acquaiuolo, avec Francesco Pisante, eaux-fortes, 267 × 188 mm, SBN NAP0632723.

### Linguistique
- (it) Studii sul dialetto di Formia, Arti Grafiche Caramanica, Scauri (it) (Minturno), 1978 (posthume), 136 pages, SBN RLZ0106598.

### Poésie
- (it) Rime e prose scherzevoli corbellerie, Edizione Rococo, Naples, 1871, 349 pages, SBN CFI0605279, Lire en ligne.

### Peinture

#### Usi e costumi di Napoli e contorni descritti e dipinti

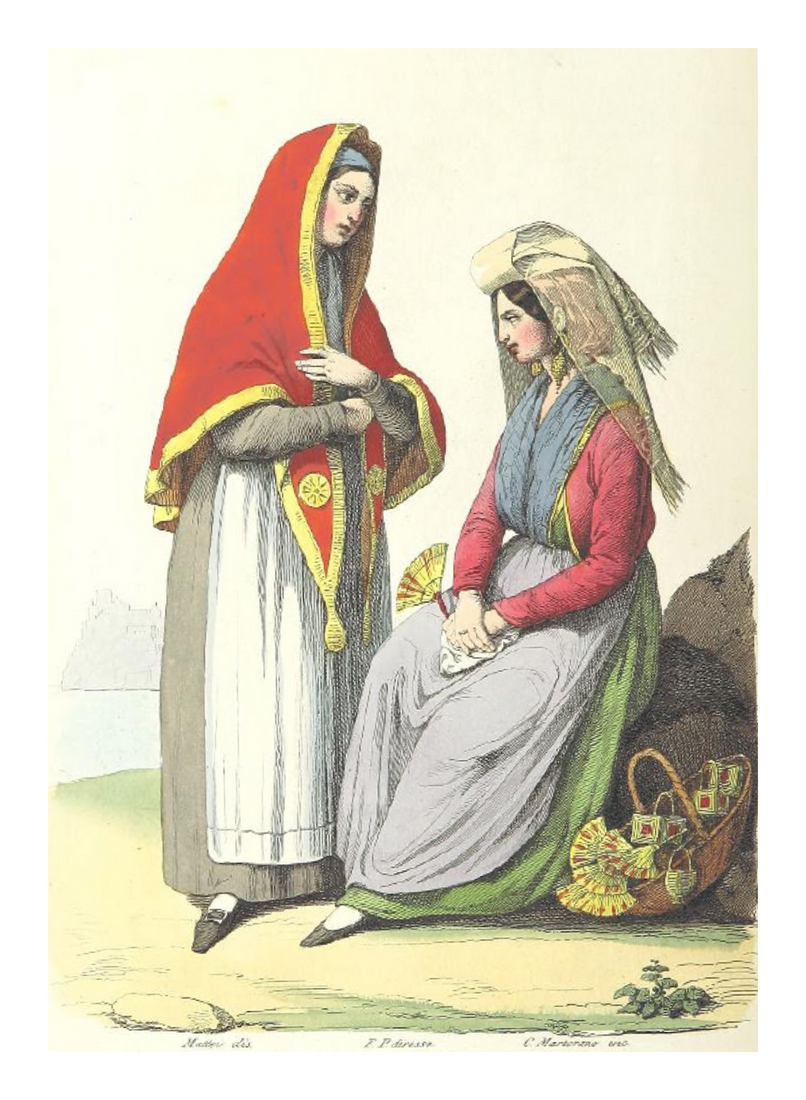
Le donne d'Ischia 1853
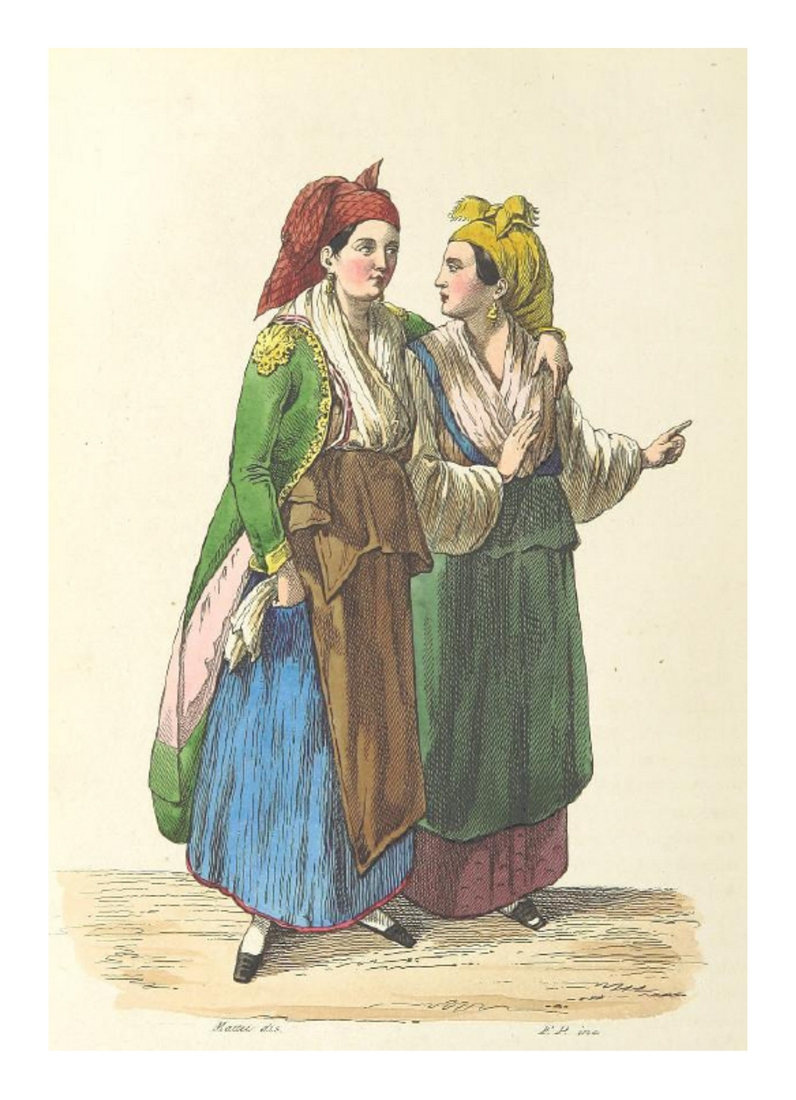
Le donne di Procida 1853
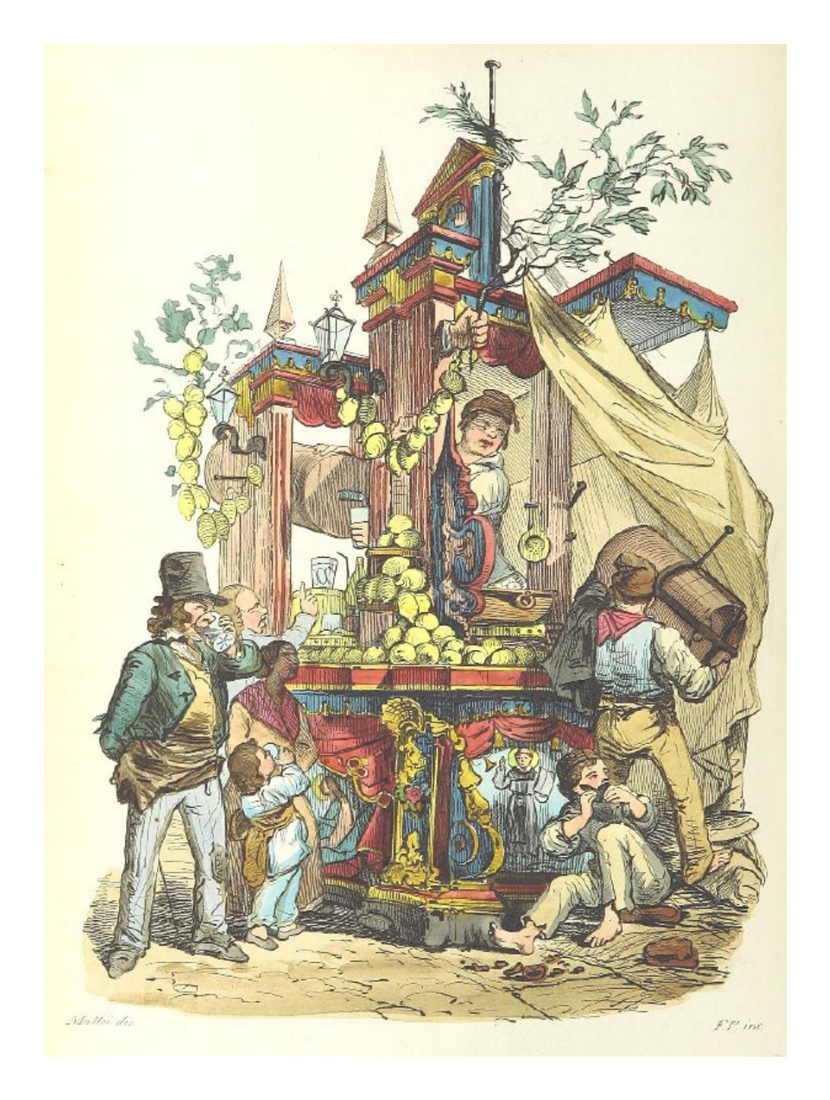
La panca dell'acquaiolo 1853
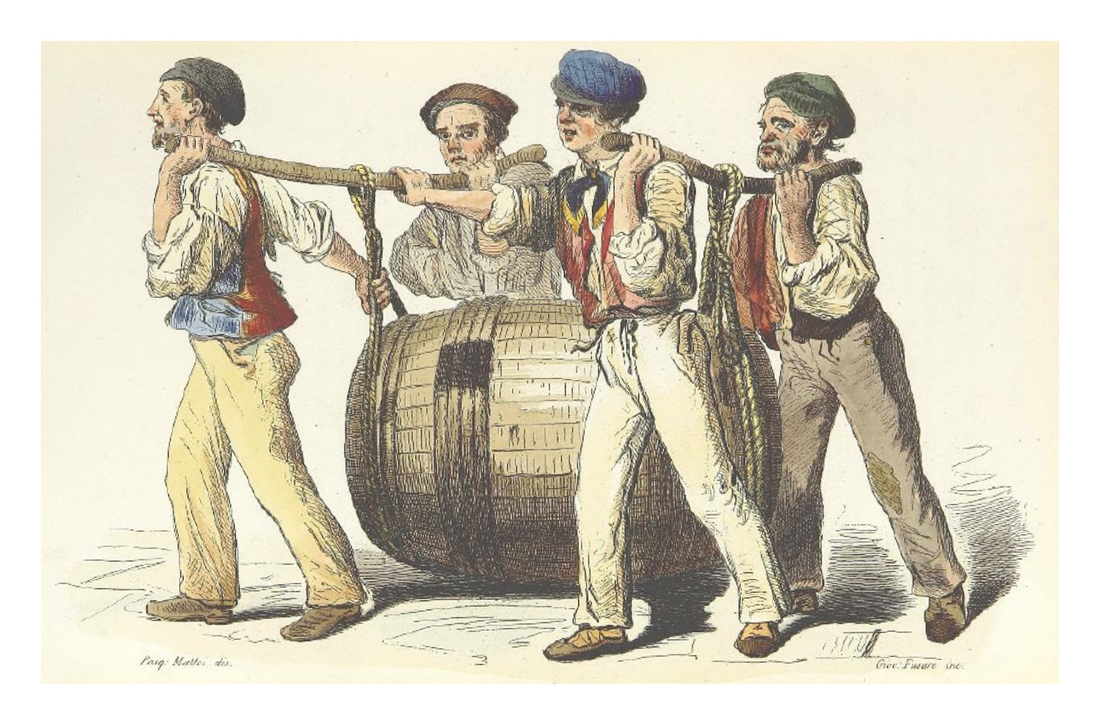
I sal giovannari 1858
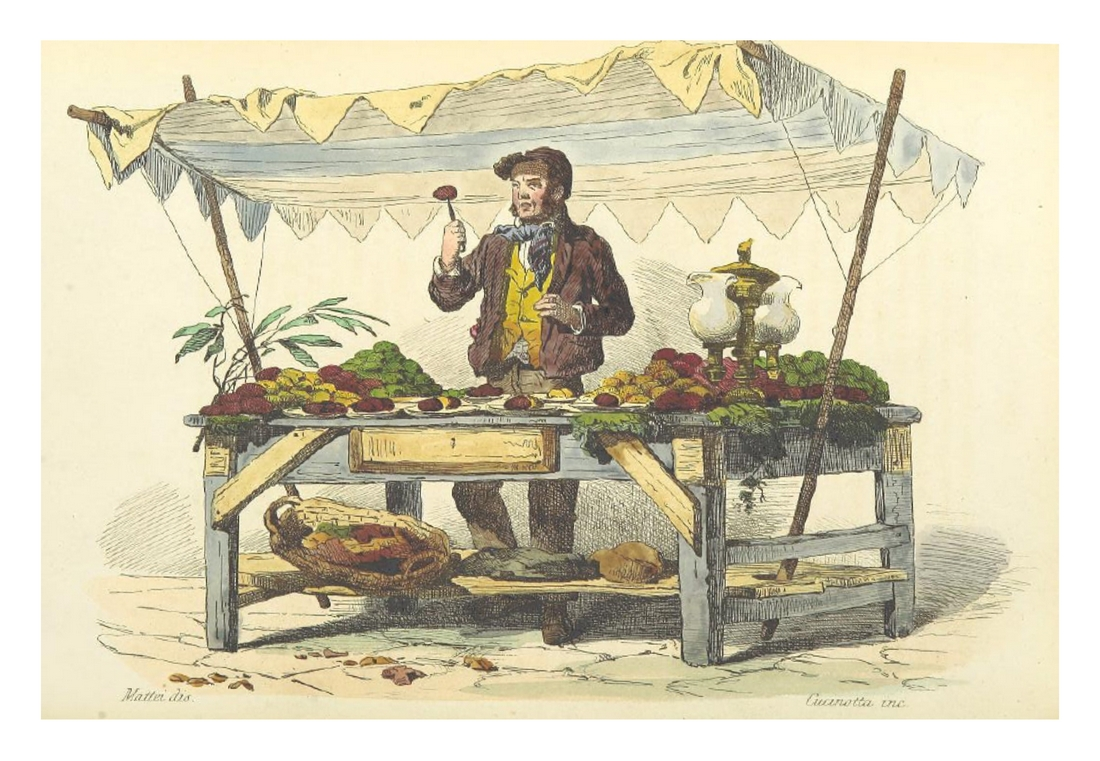
Il venditore di fichi d'India 1858